# Romulus (New York)
Romulus è un comune degli Stati Uniti d'America, situato nello stato di New York, nella contea di Seneca.